# Glenn Bedingfield

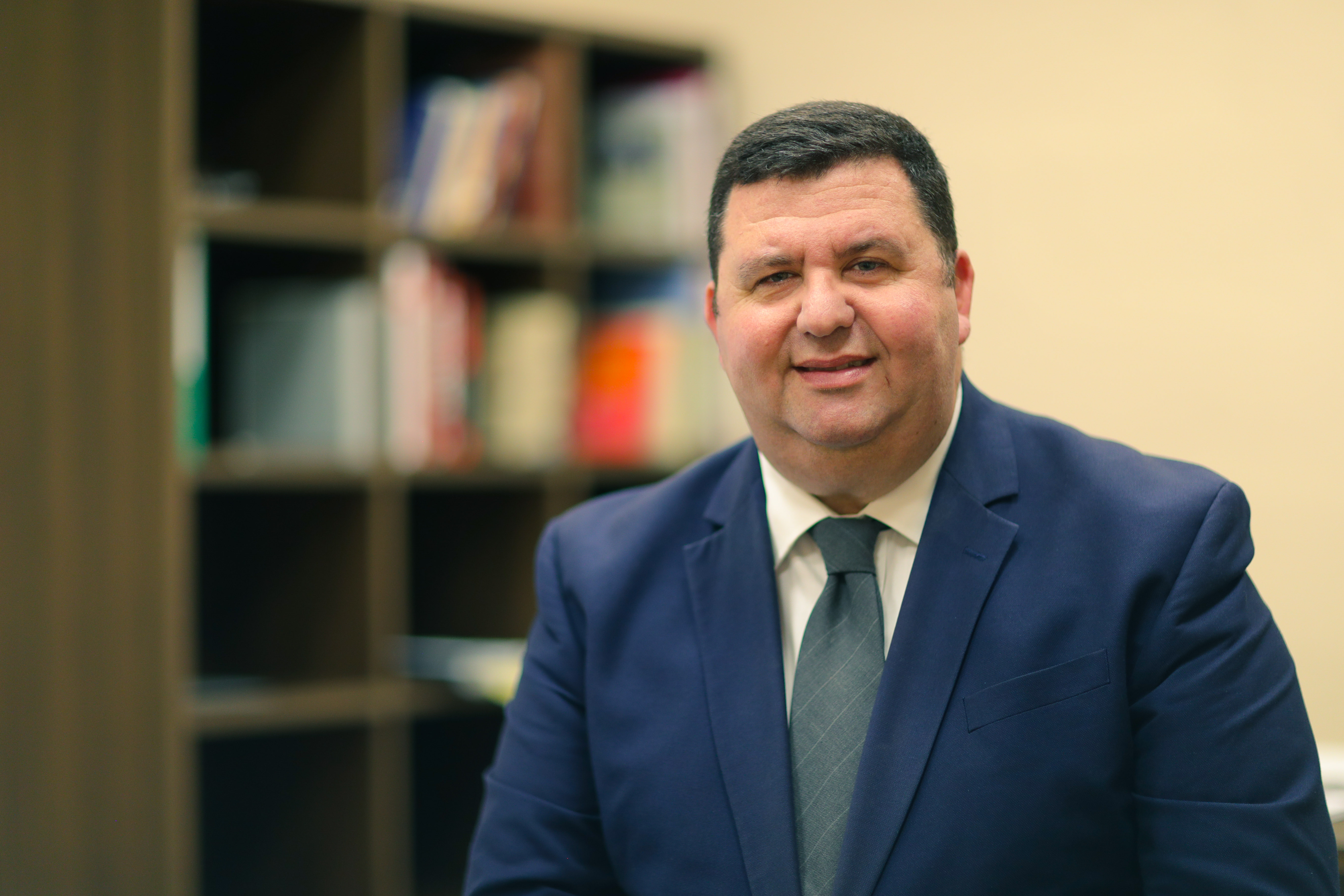
Glenn Bedingfield, 2020

Glenn Bedingfield (* 15. November 1974 in Pietà, Malta) ist ein maltesischer Journalist und Politiker der sozialdemokratischen Partit Laburista (PL). 2008 bis 2009 war er Mitglied des Europäischen Parlaments.
Bedingfield ist verheiratet und hat eine Tochter.

## Berufliche Laufbahn
Aus einer Arbeiterfamilie stammend, trat Bedingfield bereits früh der PL bei und war 1991 einer der ersten Journalisten des neu gegründeten parteieigenen Radio- und Fernsehsenders Super One, wo er vor allem politischen investigativen Journalismus betrieb. 2002 gewann er dafür den maltesischen Preis Journalist des Jahres im Bereich Fernsehen.
Außerdem veröffentlichte er drei investigative Bücher über Kriminalität in der maltesischen Politik. Gegen das erste dieser Bücher, Il Gurament („Der Zeuge“), erstattete der damalige maltesische Premierminister Edward Fenech Adami eine Anzeige, die er jedoch später, nach seiner Wahl zum maltesischen Staatspräsidenten, wieder zurückzog.
Daneben öffnete Bedingfield nacheinander verschiedene Restaurants in Vittoriosa, zuletzt ein Weinlokal.

## Politische Laufbahn
Nach seinem Beitritt zur Partit Laburista Anfang der 1990er Jahre nahm Bedingfield verschiedene Parteiämter ein. 1996–97 war er Generalsekretär der Jugendorganisation der Partei, 1997–2001 war er Mitglied des Parteipräsidiums. Im November 2003 wurde er als einer von vier Kandidaten der PL für die Europawahl 2004 aufgestellt. Bei der Wahl selbst erhielt er jedoch von allen PL-Kandidaten die wenigsten Stimmen, sodass er zunächst nicht ins Europäische Parlament einziehen konnte. Im Oktober 2008 übernahm er allerdings als Nachrücker den Sitz von Joseph Muscat, der aus dem Europaparlament ausschied, um Oppositionsführer im maltesischen Parlament zu werden. Bei der Europawahl 2009 trat Bedingfield erneut an, konnte aber kein Mandat gewinnen.